# Svylos upės slėnis
Svylos upės slėnis este o arie protejată (arie de protecție specială avifaunistică — SPA) din Lituania întinsă pe o suprafață de 357,13 ha, integral pe uscat.

## Localizare
Centrul sitului Svylos upės slėnis este situat la coordonatele 55°16′25″N 26°38′53″E / 55.2736°N 26.6481°E.

## Înființare
Situl Svylos upės slėnis a fost declarat arie de protecție specială avifaunistică în aprilie 2005 pentru a proteja 9 specii de animale.

## Biodiversitate
Situată în ecoregiunea boreală, aria protejată nu include niciun habitat protejat.
La baza desemnării sitului se află mai multe specii protejate de  păsări (9): ciuf de câmp (Asio flammeus), buhai de baltă (Botaurus stellaris), erete de stuf (Circus aeruginosus), erete cenușiu (Circus pygargus), cristeiul de câmp (Crex crex), Gallinago media, sfrâncioc roșiatic (Lanius collurio), gușă albastră (Luscinia svecica), cresteț pestriț (Porzana porzana).